# Rusís
Els rusís (en rutè: Русины, Rusiny), rusniacs (en rutè: Руснацы, Rusnatsy) o rutens, són un grup ètnic eslau oriental dels Carpats orientals a l'Europa central. Parlen rutè, una varietat de llengua eslau oriental, tractada de manera diferent com una llengua diferent o un dialecte de la llengua ucraïnesa. Com a adeptes tradicionals del cristianisme oriental, la majoria dels rusís són catòlics orientals, encara que una minoria de rusís practiquen l'ortodòxia oriental.
Avui dia, Eslovàquia, Polònia, Hongria, la República Txeca, Sèrbia i Croàcia reconeixen oficialment els rusís com una minoria ètnica. El 2007 es va reconèixer els rusís com a pertanyents a una ètnia separada a Ucraïna per part del Consell Regional de Zakarpatia. Els rusís d'Ucraïna tenen la ciutadania ucraïnesa, i la majoria han adoptat la identitat ètnica ucraïnesa. La majoria de les persones que s'autoidentifiquen com a rusís ètnics viuen fora d'Ucraïna.
Els rusís descendeixen d'una població eslava oriental que habitava les regions del nord-est dels Carpats orientals. En aquestes regions, hi ha diversos grups rusí, inclosos els dolinyans, boykos, hutsuls i lemkos.
Dels 1,7 milions de persones estimades d'origen rusí, només unes 110.000 s'han identificat oficialment com a tals en els recents censos nacionals (c. 2012). Això és en gran part perquè algunes autoritats censals els classifiquen com un subgrup del poble ucraïnès, mentre que altres els classifiquen com un grup ètnic diferent.